# Ashwood (Oregon)
Ashwood az Amerikai Egyesült Államok északnyugati részén, Oregon állam Jefferson megyéjében elhelyezkedő önkormányzat nélküli település.
Nevét a vulkáni hamuval borított Ash-tanúhegyről és Whitfield T. Wood telepesről kapta. A posta 1898-ban nyílt meg.
Miután az őslakosokat a Warm Springs-i indián rezervátumba telepítették át, a térségben meghatározó lett az állattartás: a vasút közelsége megkönnyítette a gyapjú szállítását. Az 1910-es években Ashwood bányászváros lett; a lelőhelyek kimerülése után a lakosok visszatértek az állattartáshoz és a mezőgazdasághoz.
A térség különböző ásványokban (például jáspis) gazdag.

## Éghajlat
A település éghajlata mediterrán (a Köppen-skála szerint Csb).

## Fordítás
- Ez a szócikk részben vagy egészben  az   Ashwood, Oregon című angol Wikipédia-szócikk ezen változatának fordításán alapul.  Az eredeti cikk szerkesztőit annak laptörténete sorolja fel. Ez a jelzés csupán a megfogalmazás eredetét és a szerzői jogokat jelzi, nem szolgál a cikkben szereplő információk forrásmegjelöléseként.